# Gagetown
Gagetown é uma vila localizada no estado americano de Michigan, no Condado de Tuscola.

## Demografia
Segundo o censo americano de 2000, a sua população era de 389 habitantes.
Em 2006, foi estimada uma população de 379, um decréscimo de 10 (-2.6%).

## Geografia
De acordo com o United States Census Bureau tem uma área de
2,5 km², dos quais 2,5 km² cobertos por terra e 0,0 km² cobertos por água. Gagetown localiza-se a aproximadamente 229 m acima do nível do mar.

## Localidades na vizinhança
O diagrama seguinte representa as localidades num raio de 20 km ao redor de Gagetown.